# LUC7L2
LUC7L2 (англ. LUC7 like 2, pre-mRNA splicing factor) – білок, який кодується однойменним геном, розташованим у людей на короткому плечі 7-ї хромосоми. Довжина поліпептидного ланцюга білка становить 392 амінокислот, а молекулярна маса — 46 514.
| 10         |  | 20         |  | 30         |  | 40         |  | 50         |
| ---------- |  | ---------- |  | ---------- |  | ---------- |  | ---------- |
| MSAQAQMRAM |  | LDQLMGTSRD |  | GDTTRQRIKF |  | SDDRVCKSHL |  | LNCCPHDVLS |
| GTRMDLGECL |  | KVHDLALRAD |  | YEIASKEQDF |  | FFELDAMDHL |  | QSFIADCDRR |
| TEVAKKRLAE |  | TQEEISAEVA |  | AKAERVHELN |  | EEIGKLLAKV |  | EQLGAEGNVE |
| ESQKVMDEVE |  | KARAKKREAE |  | EVYRNSMPAS |  | SFQQQKLRVC |  | EVCSAYLGLH |
| DNDRRLADHF |  | GGKLHLGFIE |  | IREKLEELKR |  | VVAEKQEKRN |  | QERLKRREER |
| EREEREKLRR |  | SRSHSKNPKR |  | SRSREHRRHR |  | SRSMSRERKR |  | RTRSKSREKR |
| HRHRSRSSSR |  | SRSRSHQRSR |  | HSSRDRSRER |  | SKRRSSKERF |  | RDQDLASCDR |
| DRSSRDRSPR |  | DRDRKDKKRS |  | YESANGRSED |  | RRSSEEREAG |  | EI         |

A: Аланін

C: Цистеїн

D: Аспарагінова кислота

E: Глутамінова кислота

F: Фенілаланін

G: Гліцин

H: Гістидин

I: Ізолейцин

K: Лізин

L: Лейцин

M: Метіонін

N: Аспарагін

P: Пролін

Q: Глутамін

R: Аргінін

S: Серин

T: Треонін

V: Валін

Кодований геном білок за функцією належить до фосфопротеїнів. 
Задіяний у такому біологічному процесі, як альтернативний сплайсинг. 
Локалізований у ядрі.